# Stazione di Induno Olona
Stazione di Induno Olona vasútállomás Olaszországban, Lombardia régióban, Induno Olona településen.

## Vasútvonalak
Az állomást az alábbi vasútvonalak érintik:
- Varese-Porto Ceresio-vasútvonal

## Kapcsolódó állomások
A vasútállomáshoz az alábbi állomások vannak a legközelebb:
- Stazione di Varese (Stazione di Varese, Varese-Porto Ceresio-vasútvonal)
- Stazione di Arcisate (Stazione di Porto Ceresio, Varese-Porto Ceresio-vasútvonal)